# Liliane Welch
Liliane Welch (geb. Meyer; * 20. Oktober 1937 in Esch an der Alzette, Luxemburg; † 22. September 2010) war eine kanadische Schriftstellerin luxemburgischer Herkunft.

## Leben
Die Tochter einer aus Italien stammenden Mutter und eines luxemburgischen Vaters besuchte das Lycée de jeunes filles ihrer Heimatstadt. Nach einem USA-Aufenthalt im Rahmen eines Studentenaustausches 1954 beschloss sie, in die USA zu emigrieren und begann mit ihrem künftigen Ehemann Cyril Welch ein Romanistikstudium. Sie wurde an der University of Pennsylvania in französischer Literaturwissenschaft promoviert und zu 1967 mit ihrem Mann nach Kanada. Dort wirkte sie als Dozentin für französische Literatur an der Mount Allison University in Sackville/New Brunswick, kehrte aber regelmäßig nach Luxemburg zurück. 
Ihre Werke verfasste Welch in englischer Sprache. Neben mehr als zwanzig Gedichtbänden veröffentlichte sie auch Prosatexte, Literaturkritiken und Essays. Einige ihrer Texte wurden ins Französische, Italienische und Ungarische übersetzt. Von Menschen und Orten (1992) enthält Übersetzungen ins Deutsche von Nic Weber. 1986 wurde sie mit dem Alfred G. Bailey Award der Writers' Federation of New Brunswick ausgezeichnet. Für Life in Another Language erhielt sie 1992 den Francesco Giuseppe Bressani Literary Prize der Francesco Giuseppe Bressani Literary Prize. Welch war Mitglied der Canadian Women Poets und des Lëtzebuerger Schrëftstellerverband sowie korrespondierendes Mitglied der Section des arts et des lettres des Institut Grand-Ducal.

## Werke
- Emergence: Baudelaire, Mallarmé, Rimbaud  (Literaturkritiken, mit Cyril Welch), 1973.
- Winter Songs, 1977
- Address: Rimbaud, Mallarmé, Butor (Literaturkritiken, mit Cyril Welch), 1979
- Syntax of Ferment, 1979
- Assailing Beats, 1979
- October Winds, 1980
- Brush and Trunks, 1981
- From the Songs of the Artisans, 1983
- Manstorna, 1985
- Unrest Bound, 1985
- Word-House of a Grandchild, 1987
- A Taste for Words, 1987
- Fire to the Looms Below, 1990
- Seismographs: Selected Essays and Reviews, 1988
- Von Menschen und Orten (aus dem Englischen von Nic Weber, mit Zeichnungen von Ben Heyart), 1992
- Life in Another Language, 1992
- Dream Museum, 1995
- Fidelities, 1997
- Homewords, 1998
- Mosaics: Music, Shapes, Words (mit Fotos von Raymond Clement und einer Mozart-CD mit dem "Philharmonischen Streichtrio Berlin" und dem Pianisten Luc Devos), 1998
- Frescoes: Travel Pieces, 1998
- The Rock's Stillness, 1999
- Unlearning Ice, 2001
- Untethered in Paradise, 2002
- This Numinous Bond, 2003
- Dispensing Grace, 2005
- Gathered in Memory's Hands, 2006
- Anticipating the Day, 2007
- Stealing the Flowers of Evil, 2008
- Crossings, 2010